# بوشيني بحري
بوشيني بحري (الاسم العلمي: Puccinia maritima) هو نوع من الفطريات يتبع جنس البوشيني من فصيلة البوشينية.